# Пелед-Элханан, Нурит
Нурит Пелед-Элханан (род. 17 мая 1949, Иерусалим) израильский филолог, профессор, активистка, выступающая за мир с палестинцами, одна из основательниц израильско-палестинской организации «Семьи, потерявшие близких, за мир». После гибели её 13-летней дочери, Пелед-Элханан стала известным критиком израильской оккупации Западного берега реки Иордан и секторa Газa.

## Биография
Отец Нурит Пелед-Элханан, Матитиягу Пелед - генерал Армии обороны Израиля, учёный-арабист, левый политик, депутат Кнессета 11-го созыва, один из основателей организации Гуш Шалом, с которой его дочь активно сотрудничает.
Дочь Нурит Пелед-Элханан, Смадар, погибла в результате взрыва палестинского террориста-смертника на улице Бен-Йехуда в Иерусалиме 4 сентября 1997 года. О причине гибели своей дочери Элханан сказала следующее:
..моя дочь Смадари, была убита за то, что она была израильской девочкой, молодым человеком,  отчаявшимся и с представлениями  искажёнными, до точки самоубийства и убийства других людей из-за унижения и безнадёжности, только потому, что он был палестинцем…

Нет ощутимой моральной разницы между солдатом на КПП, который не даёт рожающей женщине пройти, в результате чего она теряет ребёнка, и человеком который убил мою дочь. И насколько моя дочь была жертвой [оккупации], настолько же жертвой был и он.

На похороны дочери она и её брат Йоав пригласили представителя Организации освобождения Палестины, который обвинил в смерти девочки израильское правительство.
Нурит Пелед-Элханан работает на факультете образования Иерусалимского университета. Элханан стала лауреатом 2001 года премии Сахарова за свободу слова, учрежденной Европарламентом. Вместе с ней премию получил профессор Гассави из палестинского университета Бир-Зайт, так же потерявший своего 15-летнего сына, который, согласно Нурит Пелед-Элханан, был застрелен в школьном дворе, когда пытался помочь раненому другу.

## Взгляды

### О терроризме
По мнению Элханан сегодня слово терроризм употребляется для того, чтобы определять убийства, совершённые бедными и слабыми, в то время как слово «антитеррор» зарезервировано для того, чтобы определять убийства со стороны богатых и сильных. По её мнению, именно демократические страны совершили самые крупные преступления против человечности и при этом, чтобы оправдать свои действия, они используют слова как «свобода», «справедливость» и «столкновение цивилизаций».

### О литературе, используемой в израильской школьной системе
Элханан провела большую работу по изучению школьных учебников, используемых в Израиле и пришла к заключению, что на многих картах в учебниках не изображена зелёная черта между оккупированными территориями и собственно Израилем и они показывают важные места на Западном берегу как часть Израиля. Элханан считает, что «это всего лишь сложный способ добиться того, что ребёнок будет придерживаться определённых основных политических представлений».

### О гибели Абир Арамин в январе 2007 года
В январе 2007 года была убита десятилетняя Абир Арамин, дочь палестинского активиста группы «Борцы за Мир» Бассама Арамина, во время беспорядков возле посёлка Анта. Элеханан сказала по этому поводу, что «ад» в котором оказалась мать убитой девочки, Салва, ещё более ужасный чем трагедия самой Элханан, поскольку убийца её собственной дочери Смадар, «имел порядочность убить и себя самого», в то время как израильский солдат, убивший Абир Армин, возможно наслаждается жизнью, проводя время с друзьями и посещая ночные дискотеки. Элханан пишет, что наказан этот солдат не был и что израильские солдаты вообще никогда не наказываются за убийства арабов.